# جودي كانتي
جودي كانتي (بالإنجليزية: Judy Canty) هي لاعبة قفز طويل أسترالية، ولدت في 5 أكتوبر 1931 في سيدني في أستراليا، وتوفيت في 9 يوليو 2016 في كانبرا في أستراليا.

## وصلات خارجية
- جودي كانتي على موقع النتائج التاريخية لألعاب القوى الأسترالية (الإنجليزية)
- جودي كانتي على موقع أوليمبيديا (الإنجليزية)
- جودي كانتي على موقع اللجنة الأولمبية الأسترالية (الإنجليزية)